# Saborsko
Saborsko is een gemeente in de Kroatische provincie Karlovac.
Saborsko telt 876 inwoners. De oppervlakte bedraagt 132 km², de bevolkingsdichtheid is 6,6 inwoners per km².

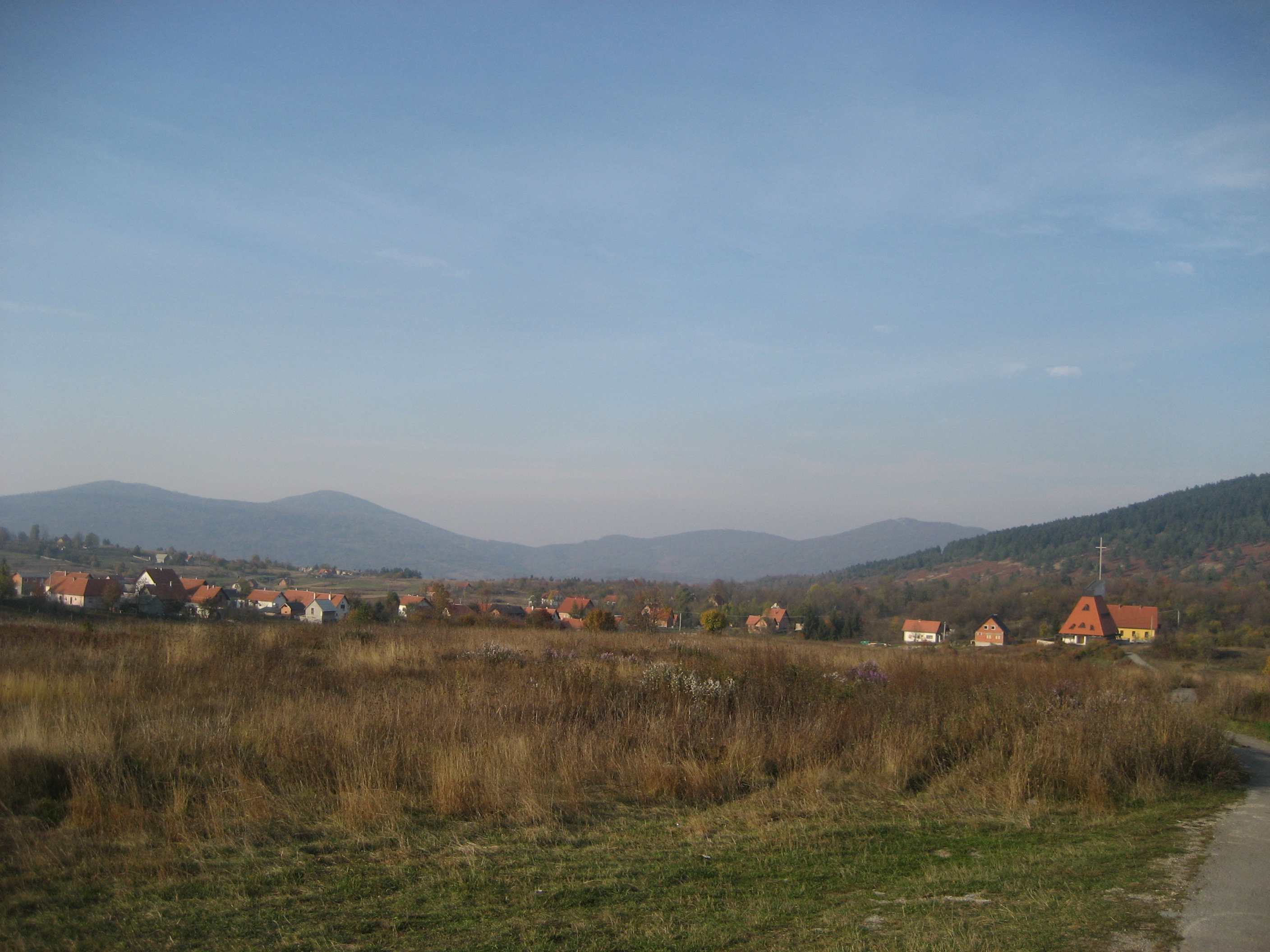
Saborsko
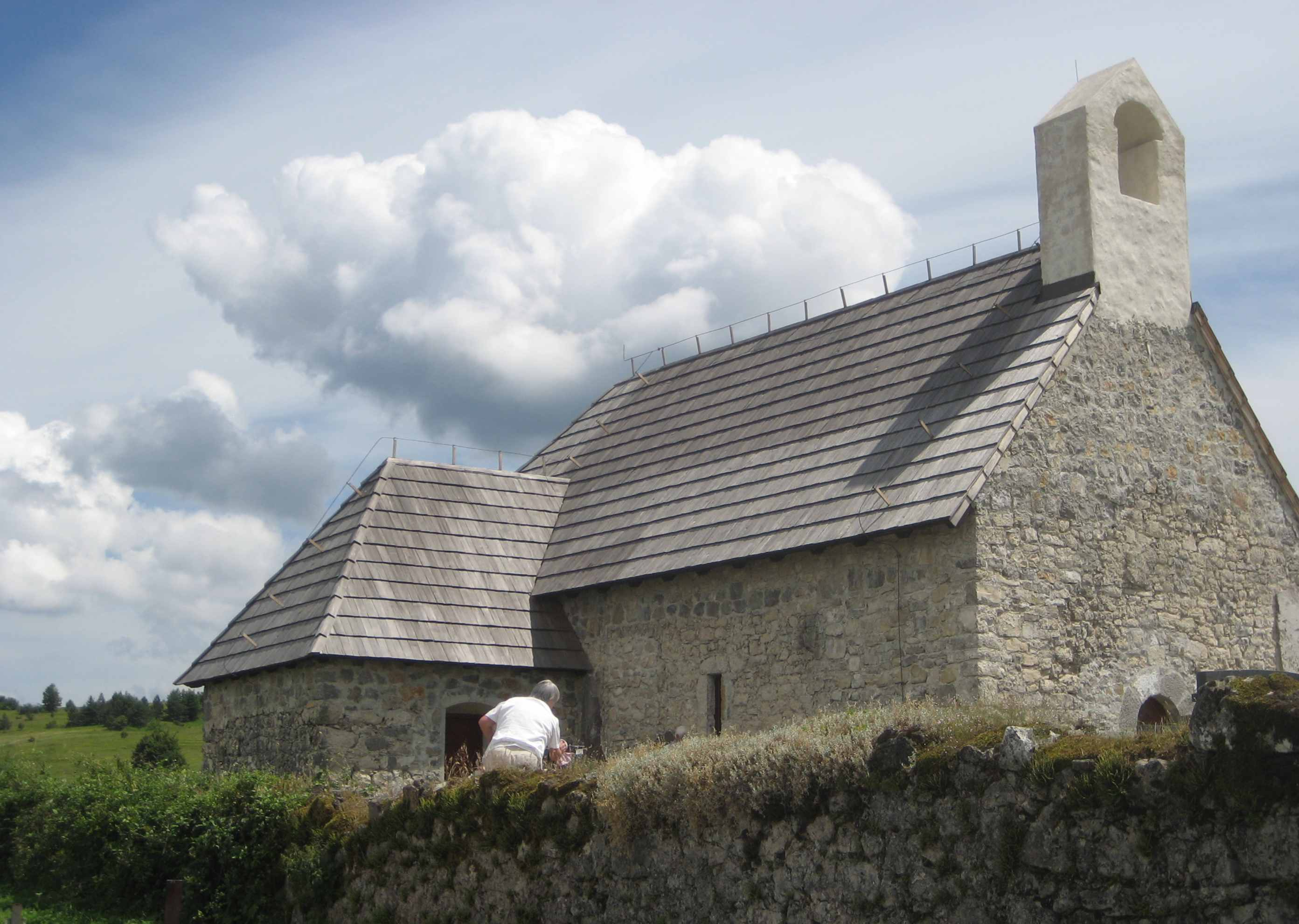
Kerk
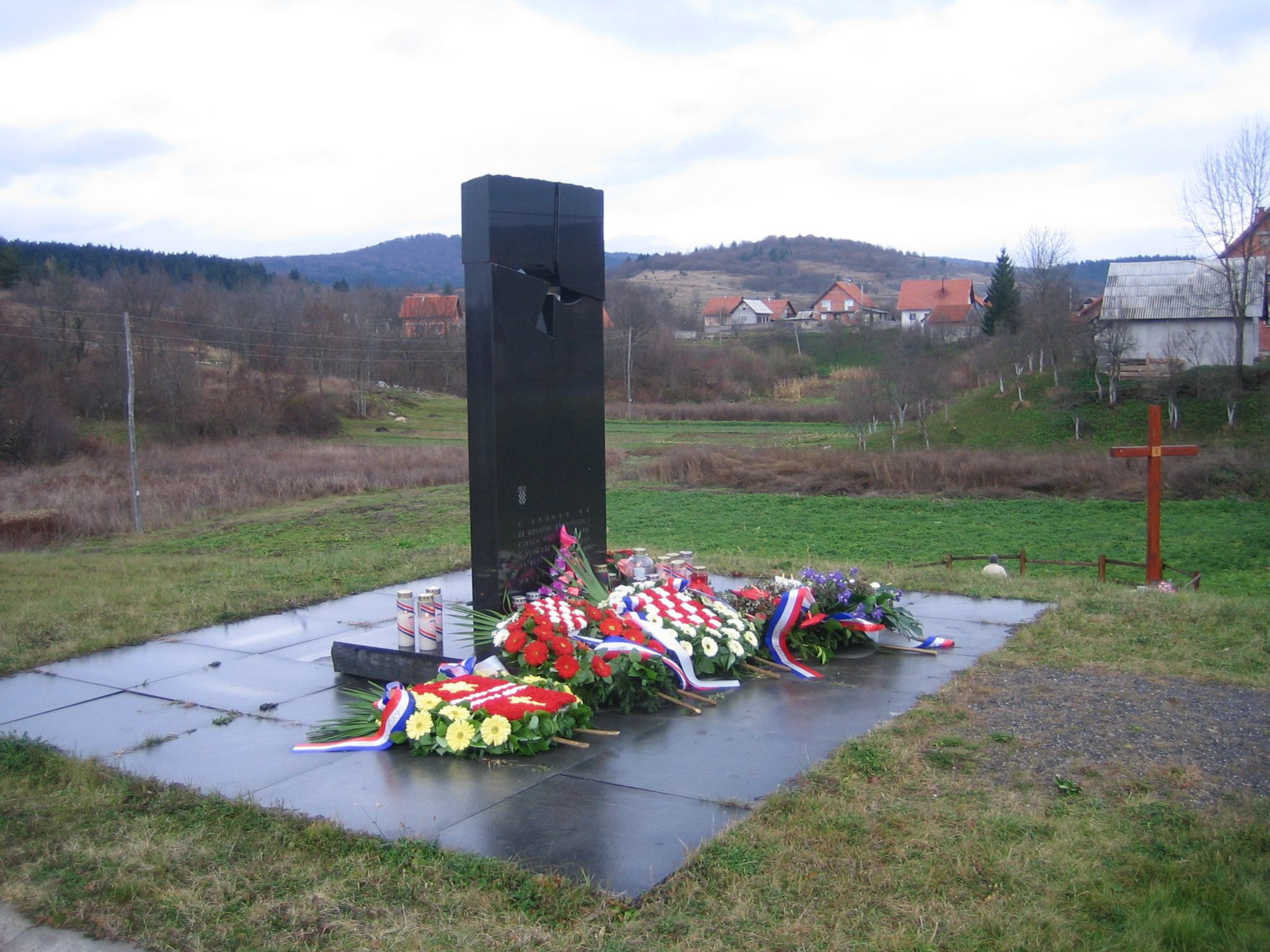
Monument ter herinnering aan de slachting van Saborsko, 1991

Steden (gradovi): Karlovac · Duga Resa · Ogulin · Ozalj · Slunj

Gemeenten (općine): Barilović · Bosiljevo · Cetingrad · Draganić · Generalski Stol · Josipdol · Kamanje · Krnjak · Lasinja · Netretić · Plaški · Rakovica · Ribnik · Saborsko · Tounj · Vojnić · Žakanje